# Jean-Baptiste Mercier Dupaty
Pour les articles homonymes, voir Dupaty.
Charles-Marguerite-Jean-Baptiste Mercier du Paty, né à La Rochelle le 9 mai 1746, mort à Paris le 17 septembre 1788, est un juriste et homme de lettres français.
Il est avocat général, puis tente d'être reçu président à mortier au parlement de Bordeaux. Il se fait une réputation grâce à son intégrité de magistrat et comme homme de lettres.

## Biographie
Charles Marguerite Jean Baptiste Mercier du Paty est le fils de Charles Jean Baptiste Mercier du Paty, seigneur de Bussac, trésorier de France au bureau des finances de généralité de La Rochelle, échevin et premier conseiller de La Rochelle, membre de l'Académie des belles-lettres, sciences et arts de La Rochelle, et de Louise Élisabeth Carré de Saint-Gemme (sœur du commanditaire de l'hôtel Carré de Candé).
Il se présente comme avocat général au parlement de Bordeaux en 1769 et en 1775-1779. Pendant la réforme Maupeou, il est emprisonné puis exilé.
En 1779, ses collègues bordelais s'opposent à sa réception comme président à mortier. Malgré le soutien du ministère, Dupaty finit par renoncer et s'installe à Paris vers 1784. Il est alors employé par la chancellerie à la réforme de la législation criminelle.
Il atteint à la célébrité en 1786 pour son action dans l'affaire des roués de Chaumont.. Avec l'appui de Condorcet et de Lally-Tollendal, il obtient l'acquittement et la réhabilitation de  trois journaliers, Bradier, Lardoise et Simarre condamnés pour brigandage au supplice de la roue sur la base d'une machination de la maréchaussée. L'un des mémoires déposé par Dupaty dans cette fameuse affaire n'en sera pas moins condamné par le Parlement de Paris à être lacéré et brûlé.
En 1787-1788, il soutient les débuts de la réforme du garde des Sceaux Lamoignon, il meurt à Paris quelques jours après la démission de ce dernier.
Sa famille était propriétaire de nombreuses plantations et d'esclaves à Saint-Domingue, qui seront ensuite perdues à la suite de la Révolution haïtienne, et cela bien que son fils Louis Marie Adrien Jean-Baptiste soit parti se battre pour rétablir la fortune de sa famille à Saint-Domingue.
Il est franc-maçon, membre de la loge des Neuf Sœurs (il est vénérable en 1784). En 1789 paraîtra l'Eloge de M. Dupaty, président à mortier au parlement de Bordeaux, dont la paternité est attribuée à Robespierre.

### Descendance et parenté
En septembre 1769, il épouse Marie Louise Adélaïde Fréteau, sœur du parlementaire parisien Fréteau de Saint-Just qui lui fournira les éléments de base pour lui permettre d'obtenir l'annulation de la condamnation des roués de Chaumont
De leur mariage naissent au moins sept enfants :
- Louis Marie Charles Henri Mercier Dupaty (1771-1825), « statuaire, membre de l'Institut, officier de la Légion d'honneur, professeur à l'école royale des Beaux-arts et conservateur adjoint de la galerie du Luxembourg » (1826), qui épouse sa cousine germaine Annette Pamela Cabanis ;
- Louis Emmanuel Félicité Charles Mercier Dupaty (1775-1851) « homme de lettres chevalier de la Légion d'honneur » (1826) ;
- Louis Marie Adrien Jean-Baptiste Mercier Dupaty (1779-?)[8] « président de la cour royale de Paris » (1826) ;
- Marie Charlotte Eleonore Mercier Dupaty qui a épousé en 1796 Armand Jean-Baptiste Anne Robert Elie de Beaumont, fils de l'avocat au parlement Jean-Baptiste-Jacques Élie de Beaumont ;
- Anne Marguerite Marie Adèle Mercier Dupaty qui a épousé en 1807 François Xavier de Moysen, « chef d’escadron » (1826), chevalier de la Légion d'honneur ;
- Marie Charlotte Françoise Mercier Dupaty qui épouse en 1807 son cousin germain Charles François Mercier Dupaty ;
- Louise Claire Augustine Mercier Dupaty (décédée en 1807).

Le commandant Dupaty de Clam dénoncé par Zola pour son rôle dans l'affaire Dreyfus était l'un de ses arrière petits-fils.
Il  fut notamment choisi comme parrain : 
- en 1764 de la nièce de son épouse, Sophie de Grouchy[9] future marquise de Condorcet
- en 1768 de son autre nièce Charlotte Félicité de Grouchy[10], future Mme Cabanis
- en 1775, de son neveu Emmanuel Jean-Baptiste Fréteau

## Publications

Lettres sur l'Italie en 1785

- Mémoire pour trois hommes condamnés à la roue ;
- Réflexions historiques sur les lois criminelles ;
- Lettres sur l’Italie (écrites) en 1785 : - Charles-Marguerite Dupaty et Jean-Baptiste Mercier, Lettres sur l'Italie en 1785, t. I, Paris, De Senne, 1788, 322 p. (lire en ligne)  - Lettres sur l'Italie en 1785, t. II, 1788 (lire en ligne)Le livre eut du succès en France, grâce à un certain sentiment de l’art et à la philosophie du temps, mais Rome le mit à l’Index.
  - Briefe über Italien vom Jahr 1785, Mainz, 1790

## Hommages
Deux rues portent son nom, à Bordeaux et à La Rochelle.